# Violență în familie

Panglică albă, simbol pentru a promova conștientizarea efectelor violenței în familie.

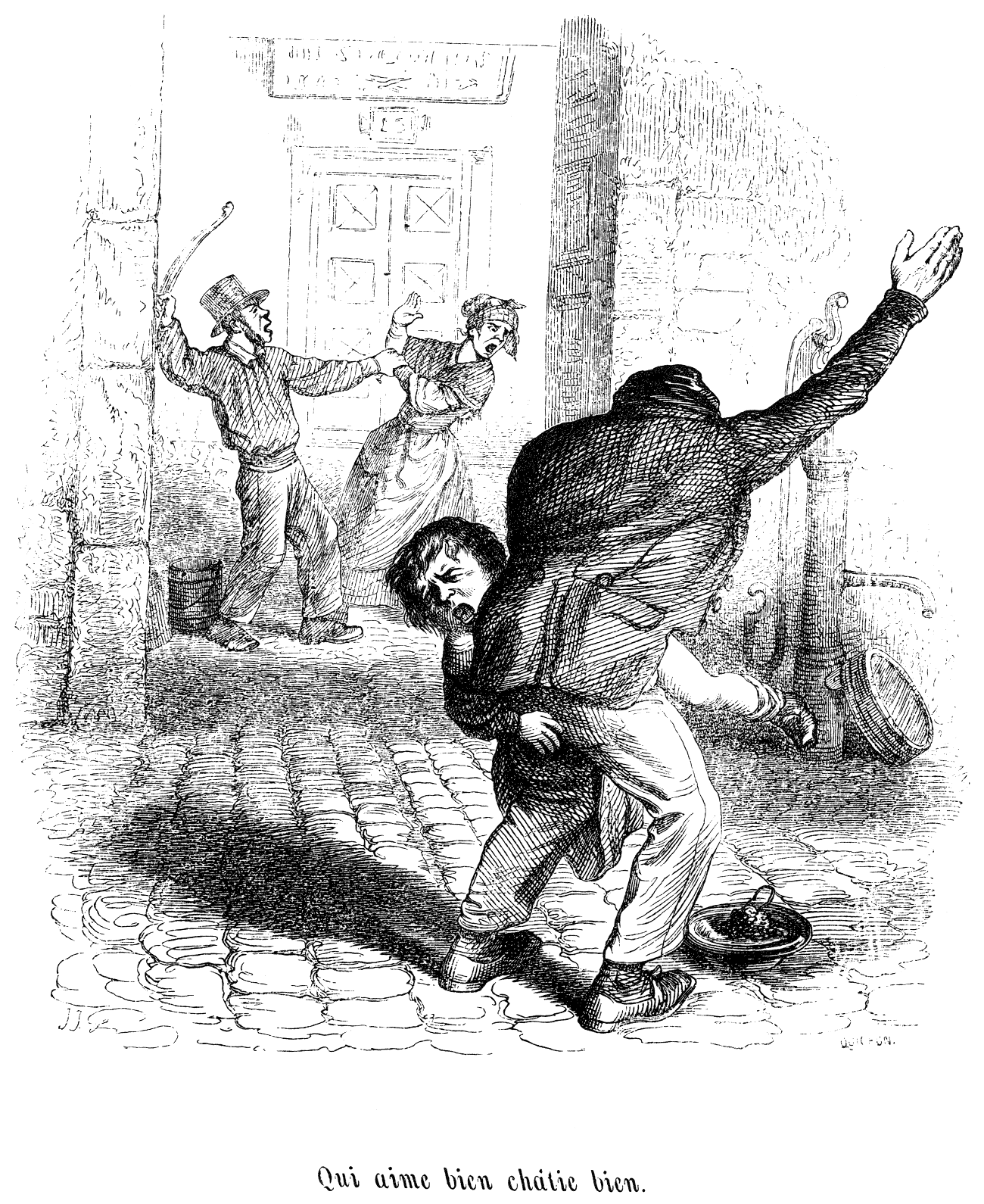
O caricatură de JJ Grandville care ilustrează două cazuri de violență domestică: un om care își pălmuiește copilul și alt om care își lovește nevasta. Caricatura a fost publicată în lucrarea Les cent proverbes, având subtitlul "Qui aime bien châtie bien" (cine iubește bine, pedepsește bine).

Violența în familie cunoscută și sub numele de violența domestică (abreviat VD) , abuz domestic, abuz familial, abuz marital/conjugal sau violență intimă (abreviat VI), poate fi definită pe larg ca fiind un model comportamental abuziv al unuia sau al ambilor parteneri dintr-o relație intimă precum mariajul, concubinajul, familia, prietenia sau conviețuirea. Violența domestică are mai multe forme precum agresiunea fizică (efectivă sau sub formă de amenințare), abuzurile sexuale, abuzurile emoționale, controlul excesiv, dominarea, intimidarea, urmărirea, abuzurile pasive/ascunse (de exemplu, neglijența) și privarea economică.
Conștientizarea, percepția, definirea și documentarea violenței domestice diferă substanțial, în funcție de țară și epocă. În anul 2009 în România, numărul victimelor violenței domestice era de 12.161 de persoane. Conform Organizației Mondiale a Sănătății aproximativ 38% dintre femeile ucise la nivel mondial sunt ucise de către partenerii lor.

## Definiție

### Termeni și etimologie
Prima utilizare cunoscută a termenului violență domestică într-un context modern, adică violență în familie, a fost făcută într-o adresă realizată de  Jack Ashley în 1973 către Parlamentul Regatului Unit.   Termenul se referea, în menționările anterioare, în primul rând la protest civil, violență din interiorul unei țări, spre deosebire de violența comisă de o putere străină.   
În mod tradițional, violența domestică a fost în mare parte asociată cu violența fizică. Au fost folosiți termeni cum ar fi abuzul soției și bătăile soției, dar au scăzut în popularitate datorită eforturilor de a include și parteneri necăsătoriți, alte abuzuri în afară de cele fizice, abuzatori de sex feminin, și violență în cadrul relațiilor de același sex.  În prezent, violența domestică este definită în mod general pentru a include „toate actele de violență fizică, sexuală, psihologică sau economică ”  care pot fi comise de un membru al familiei sau de un partener intim.   
Termenul de violență a partenerului intim este adesea folosit în mod sinonim cu abuzuri domestice sau violență în familie  dar se referă în mod specific la violența care se produce în cadrul unei relații de cuplu (adică căsătorie, conviețuire sau parteneri intimați care nu coabitează).  La acestea, Organizația Mondială a Sănătății (OMS) adaugă controlul comportamentelor ca formă de abuz.  Violența intimă a partenerului a fost observată în relații opuse și de același sex  și în prima instanță atât de bărbați împotriva femeilor, cât și de femei împotriva bărbaților.  Violența în familie este un termen mai larg, adesea folosit pentru a include abuzuri asupra copiilor, abuzuri asupra celor în vârstă și alte acte violente între membrii familiei.   
 

În 1993, Declarația Națiunilor Unite privind eliminarea violenței împotriva femeilor  a definit violența domestică drept: 
Violența fizică, sexuală și psihologică care are loc în familie, inclusiv bătăile, abuzurile sexuale ale copiilor de sex feminin în gospodărie, violența legată de zestre, violul conjugal, mutilarea genitală a femeilor și alte practici tradiționale dăunătoare femeilor, violenței non-conjugale și violenței pentru exploatare.  

### Legislația română
În România există o lege - Legea 217/2003 pentru prevenirea si combaterea violentei in familie, republicată  -  care se adresează acestei probleme. Această lege a fost modificată ultima dată pe 19 iulie 2023, conform Legii 240/2023. Definiția legală a violenței în familie din articolul 3 al acestei legi este:
"(1) În sensul prezentei legi, violența domestică înseamnă orice inacțiune sau acțiune intenționată de violență fizică, sexuală, psihologică, economică, socială sau spirituală care se produce în mediul familial sau domestic ori între soți sau foști soți, precum și între actuali sau foști parteneri, indiferent dacă agresorul locuiește sau a locuit împreună cu victima."
Legea recunoaște următoarele tipuri de violență în familie: violența verbală, violența psihologică, violența fizică, violența sexuală, violența economică, violența socială, violența spirituală și violență cibernetică.
Astfel, ele se definesc:
a) violența verbală - adresarea printr-un limbaj jignitor, brutal, precum utilizarea de insulte, amenințări, cuvinte și expresii degradante sau umilitoare; 
b) violența psihologică - impunerea voinței sau a controlului personal, provocarea de stări de tensiune și de suferință psihică în orice mod și prin orice mijloace, prin amenințare verbală sau în orice altă modalitate, șantaj, violență demonstrativă asupra obiectelor și animalelor, afișare ostentativă a armelor, neglijare, controlul vieții personale, acte de gelozie, constrângerile de orice fel, urmărirea fără drept, supravegherea locuinței, a locului de muncă sau a altor locuri frecventate de victimă, efectuarea de apeluri telefonice sau alte tipuri de comunicări prin mijloace de transmitere la distanță, care prin frecvență, conținut sau momentul în care sunt emise creează temere, precum și alte acțiuni cu efect similar; 
c) violența fizică - vătămarea corporală ori a sănătății prin lovire, îmbrâncire, trântire, tragere de păr, înțepare, tăiere, ardere, strangulare, mușcare, în orice formă și de orice intensitate, inclusiv mascate ca fiind rezultatul unor accidente, prin otrăvire, intoxicare, precum și alte acțiuni cu efect similar, supunerea la eforturi fizice epuizante sau la activități cu grad mare de risc pentru viață sau sănătate și integritate corporală, altele decât cele de la lit.e); 
d) violența sexuală - agresiune sexuală, impunere de acte degradante, hărțuire, intimidare, manipulare, brutalitate în vederea întreținerii unor relații sexuale forțate, viol conjugal;
e) violența economică - interzicerea activității profesionale, privare de mijloace economice, inclusiv lipsire de mijloace de existență primară, cum ar fi hrană, medicamente, obiecte de primă necesitate, acțiunea de sustragere intenționată a bunurilor persoanei, interzicerea dreptului de a poseda, folosi și dispune de bunurile comune, control inechitabil asupra bunurilor și resurselor comune, refuzul de a susține familia, impunerea de munci grele și nocive în detrimentul sănătății, inclusiv unui membru de familie minor, precum și alte acțiuni cu efect similar; 
f) violența socială - impunerea izolării persoanei de familie, de comunitate și de prieteni, interzicerea frecventării instituției de învățământ sau a locului de muncă, interzicerea/limitarea realizării profesionale, impunerea izolării, inclusiv în locuința comună, privarea de acces în spațiul de locuit, deposedarea de acte de identitate, privare intenționată de acces la informație, precum și alte acțiuni cu efect similar; 
g) violența spirituală - subestimarea sau diminuarea importanței satisfacerii necesităților moral-spirituale prin interzicere, limitare, ridiculizare, penalizare a aspirațiilor membrilor de familie, a accesului la valorile culturale, etnice, lingvistice ori religioase, interzicerea dreptului de a vorbi în limba maternă și de a învăța copiii să vorbească în limba maternă, impunerea aderării la credințe și practici spirituale și religioase inacceptabile, precum și alte acțiuni cu efect similar sau cu repercusiuni similare; 
h) violența cibernetică - hărțuire online, mesaje online instigatoare la ură pe bază de gen, urmărire online, amenințări online, publicarea neconsensuală de informații și conținut grafic intim, accesul ilegal de interceptare a comunicațiilor și datelor private și orice altă formă de utilizare abuzivă a tehnologiei informației și a comunicațiilor prin intermediul calculatoarelor, telefoanelor mobile inteligente sau altor dispozitive similare care folosesc telecomunicațiile sau se pot conecta la internet și pot transmite și utiliza platformele sociale sau de e-mail, cu scopul de a face de rușine, umili, speria, amenința, reduce la tăcere victima. 

De asemenea, actul normativ stipulează că "(2) În nicio formă și în nicio împrejurare, obiceiul, cultura, religia, tradiția și onoarea nu pot fi considerate drept justificare pentru niciun tip de acte de violență definite în prezenta lege."

### Convenția de la Istanbul
Convenția Consiliului Europei privind prevenirea și combaterea violenței împotriva femeilor și a violenței domestice (denumită și  Convenția de la Istanbul) are următoarea definiție:
“violența domestică” va însemna toate acțiunile de violentă fizică, sexuală, psihologică sau economică, care survin în familie sau în unitatea domestică sau între foștii sau actualii soți sau parteneri, indiferent dacă agresorul împarte sau a împărțit același domiciliu cu victima.

## Perspectivă feministă
Violența domestică include toate actele de violență apărute într-o relație de tip familial între rude de sânge, rude prin alianță, soți sau concubini. Indiferent de factori ca etnia, mediul cultural de proveniență, educația, culoarea pielii, starea economică, femeile sunt victime predilecte ale violenței domestice, sintagma folosindu-se în vorbirea curentă pentru a desemna, de obicei, violența bărbatului împotriva partenerei sale.
Violența domestică se poate manifesta prin: 
- abuz fizic, de orice formă, de la bătaie la omucidere, de la mutilarea genitală feminină la uciderea soției după moartea soțului sau infanticidul feminin;
- abuz sexual – viol marital, obligarea partenerei să se prostitueze;
- abuz psihic și emoțional – intimidări, amenințări (inclusiv la adresa copiilor sau altor rude apropiate), agresiune verbală, umilire constantă, folosirea poreclelor, distrugerea demonstrativă a unor obiecte, lovirea animalelor domestice, confiscarea obiectelor personale, afișarea ostentativă a armelor, șantajul, izolarea de familie, prieteni;
- abuz economic – lipsirea de mijloace de subzistență (hrană, medicamente), refuzul de a contribui la susținerea familiei, împiedicarea femeii să meargă la slujbă sau să lucreze, luarea cu forța de către partener a banilor câștigați de femeie, lipsirea femeii de orice control asupra bugetului comun.

## Istoric

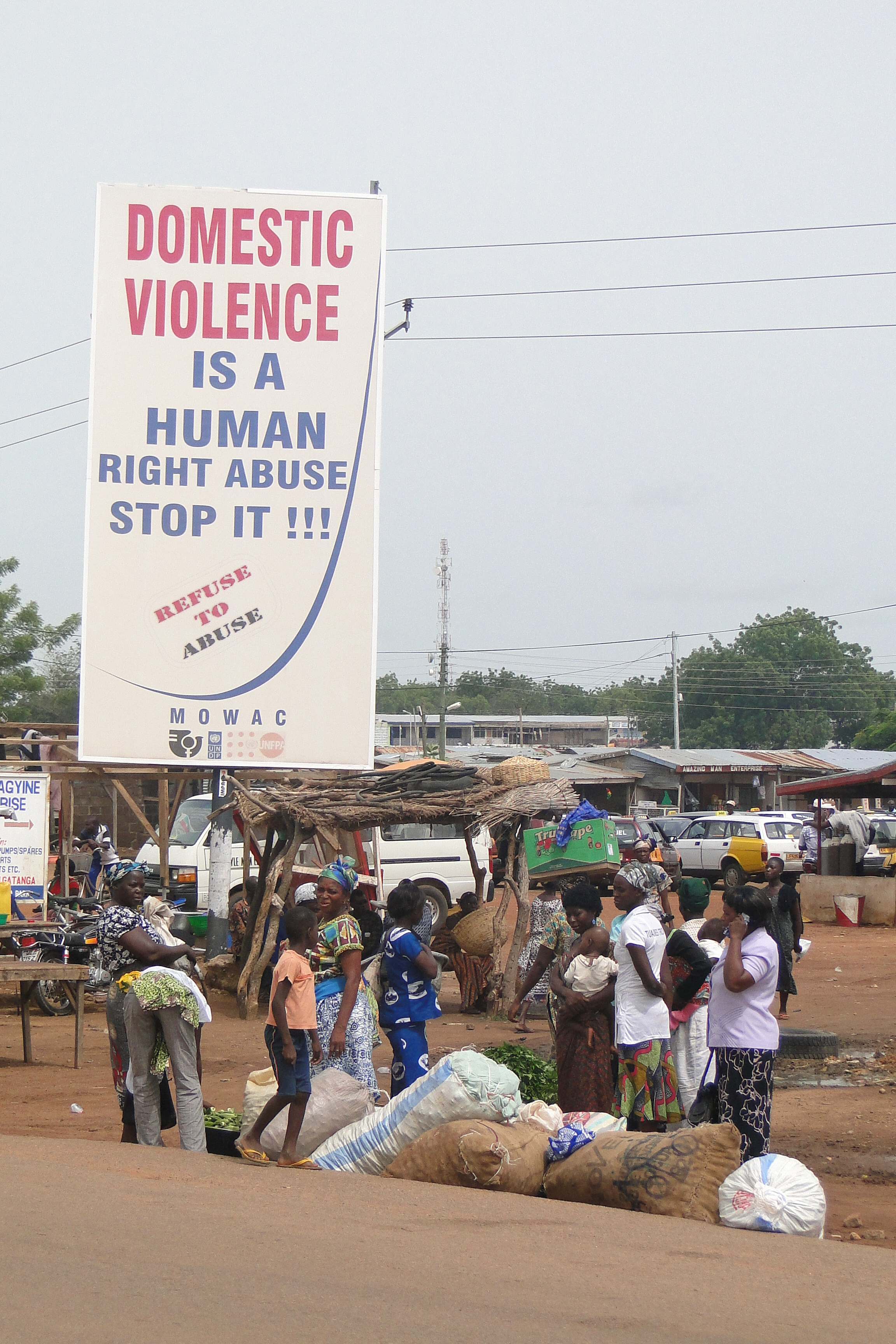
Panou in Ghana cu textul "Violența domestică este o violare a drepturilor omului"

Deși violența domestică are o istorie veche, fenomenul a fost prezentat public în Statele Unite și în Europa Occidentală drept o problemă generală gravă a societății abia în ultimele trei decenii ale secolului al XX-lea. Anii ’90 au adus recunoașterea violenței domestice drept o încălcare a drepturilor omului. (Sewall et alii, 1996).

În domeniul sociologiei, cercetătorii lipsiți de perspectiva de gen și-au limitat studiile la identificarea și explicarea cauzelor individuale ale fenomenului violenței domestice (consum de alcool sau droguri, probleme de sănătate mintală) și a cauzelor generale de natură socială și economică (sărăcie, lipsa educației, șomaj, apartenență la grupuri sociale defavorizate etc.) Unele studii de specialitate leagă violența domestică de zona pauperă a societății, ignorând cu desăvârșire faptul că ea se produce și în familiile cu un nivel de trai decent sau în cele foarte bogate. Numeroase studii nu au făcut altceva decât să investigheze relațiile de familie, considerând violența domestică o problemă a cuplului (Jones, 1994: 5). 

Teoriile feministe văd însă acest tip de violență ca fiind reflectarea unei structuri patriarhale, care are drept scop subordonarea femeilor. Violența domestică este o formă de control social care are la bază mituri și prejudecăți legate de modul în care trebuie să se poarte o femeie cu rudele sale de sex masculin. Feministele consideră, de asemenea, că instituțiile importante ale societății (justiția, poliția, Biserica, sistemul sanitar etc.) încurajează și mențin violența domestică, trivializând sau ignorând actele de violență suferite de femei. (Marin; Russo, 1999: 20). Răspunsul societății se manifestă deseori prin blamarea victimei, care este considerată a fi vinovată pentru că a încălcat diferite norme de comportament.

Violența domestică este perpetuată de o serie de factori, evidențiați de numeroase studii feministe: 
- culturali – socializarea de gen (care presupune atribuirea de roluri precise femeilor și bărbaților), considerarea bărbaților ca superiori a priori femeilor, considerarea familiei ca sferă privată, controlată de bărbat, “capul familiei”
- economici – dependența economică a femeilor de partenerii lor; accesul limitat al femeilor la resurse financiare; accesul limitat la slujbe și la educație;
- legali – lipsa unor reglementări legislative adecvate, care să sancționeze violența în interiorul cuplului și discriminarea femeii în societate; proceduri legale greoaie și defavorizante în cazul divorțului și solicitării custodiei copiilor; neimplicarea poliției în cazurile de violență domestică;
- politici – subreprezentarea femeilor în parlamente, instituții publice; considerarea violenței domestice, în particular, și a problemelor femeilor, în general, ca fiind subiecte de minim interes politic; valorizarea excesivă a familiei, prin limitarea intervenției statului în viața acesteia; neimplicarea femeilor în viața politică.

Pedepsirea actelor de violență domestică a însemnat însă depășirea dihotomiei public/privat, care justifica în mod tradițional neintervenția autorităților statului în conflictele din familie. Discutând celebra sintagmă “ceea ce este personal, e politic”, Susan Moller Okin (1989: 125-129) a constatat faptul că la fel ca sfera publică, cea privată (domestică) este controlată tot de relații de putere; în ambele cazuri, dominația masculină este considerată a fi naturală. De aceea, oamenii tind să fie mai toleranți atunci când bărbatul își bate partenera, pentru că violența este considerată o modalitate de manifestare a dominației masculine în cadrul familiei patriarhale. În aceste condiții, dreptul la viață privată a fost mult timp înțeles ca fiind libertatea taților și soților de a-și disciplina copiii și soțiile. 

Violența domestică are efecte devastatoare asupra femeii. Îi afectează sănătatea fizică, îi periclitează sănătatea mentală, îi scade încrederea în sine și în ceilalți. Efectele pe termen lung se circumscriu tulburărilor post-traumatice de stres, întâlnite, de obicei, la victimele războaielor sau ale dezastrelor naturale. Extrem de afectați sunt și copiii cuplului care asistă la actele de violență sau devin la rândul lor victime (Marin, Russo, 1999: 24). Ca orice fenomen social de mare amploare, violența domestică implică niște costuri importante pentru societate: 
- costuri directe – valoarea serviciilor destinate tratării victimelor violenței (spitalizare, consiliere, procese juridice)
- costuri sociale – creșterea mortalității, scăderea nivelului de sănătate, scăderea calității vieții
- costuri economice – scăderea productivității muncii, scăderea numărului adulților activi pe piața muncii, creșterea numărului concediilor medicale etc.Eveniment organizat annual de societatea civilă

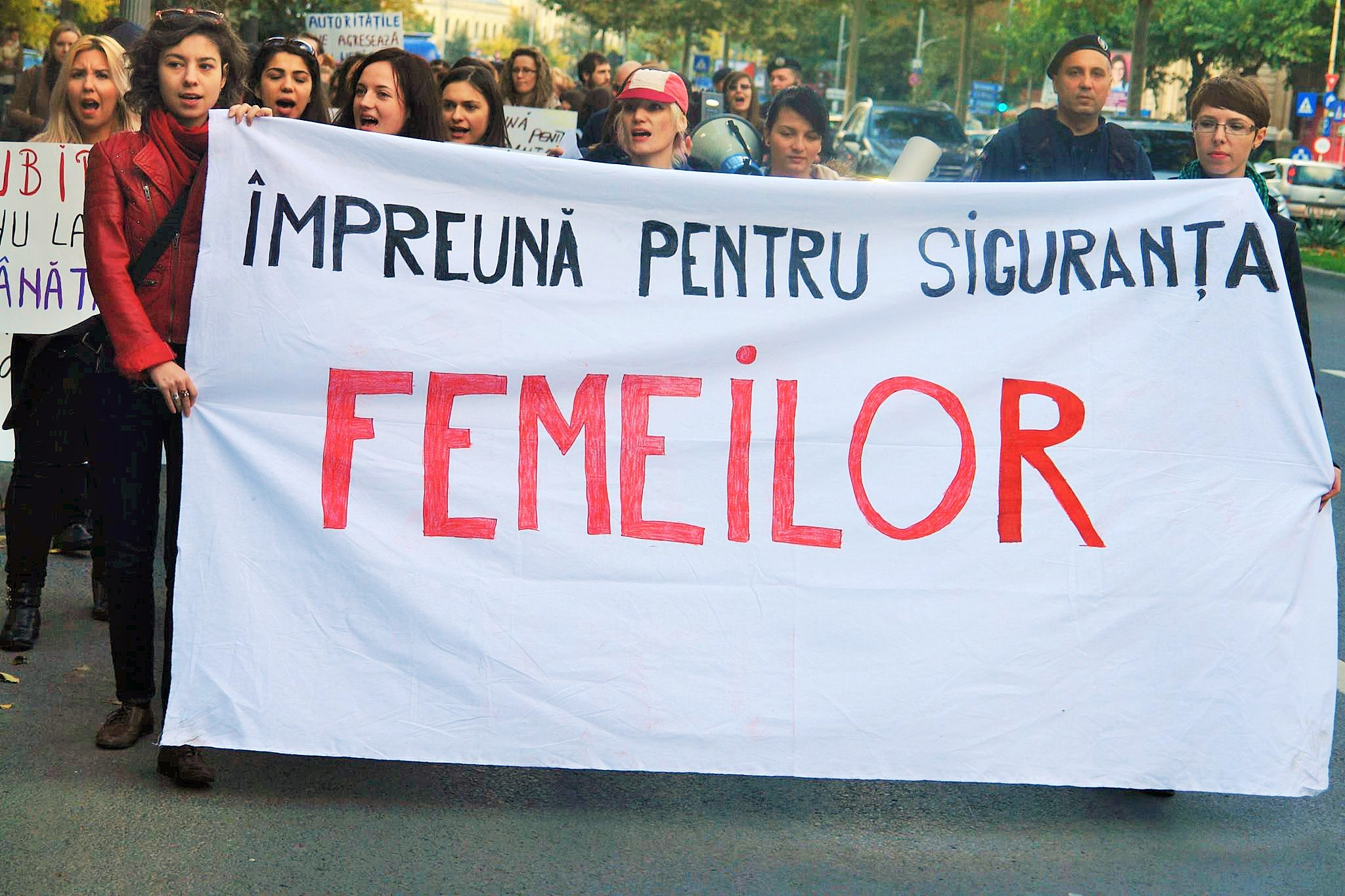
Eveniment organizat annual de societatea civilă

## În România
În România de dinainte de 1989 nu a existat nicio statistică oficială sau cercetare științifică privind violența domestică. Deși cazurile de violență domestică erau destul de răspândite, fenomenul a fost ignorat din motive pur ideologice. 
După 1990, au fost realizate studii de mică întindere, care nu oferă însă o viziune de ansamblu asupra acestui tip de violență. În raportul organizației americane Minnesotta Advocates for Human Rights, “Lifting the Last Curtain” (1995), se constată faptul că violența domestică este o problemă frecventă în România; statul român apare ca neîndeplinindu-și obligațiile privind protejarea femeilor de violențele comise în familie sau sancționarea adecvată a soților violenți și dezvoltarea unor programe juridice, politice, administrative și culturale, cu scopul de a preveni violența împotriva femeilor. Violența în familie a fost adresată explicit de lege prima dată în anul 2000 (înainte de această dată ea putea fii sancționată prin dispozițiile generale care incriminează actele de violență, dar nu se făcea nicio referire specifică la membrii familiei). În anul 2000, legea 197/2000 a modificat codul penal, prevăzând agravante pentru anumite infracțiuni atunci când acestea sunt săvârșite împotriva membrilor familiei; marcând astfel începutul schimbărilor legislative din acest domeniu. De asemenea în anul 2003 a fost adoptată prima lege extrapenală împotriva violenței în familie, care a fost ulterior modificată  de 18  ori în ultimii ani.
În anul 2012 s-a modificat Legea 217/2003 cu următoarele reglementări:
- s-a introdus ordinul de protecție;
- emiterea ordinului de protecție se putea face pentru o perioadă care nu putea depăși de 6 luni;
- s-a reglementat pedeapsa pentru nerespectarea măsurilor dispuse prin ordinul de protecție ca fiind închisoarea de la 1 lună la 1 an;
- împăcarea înlătura răspunderea penală (această împăcare a fost eliminată din legislație ca urmare a intrării în vigoare în 2014 a Legii nr. 174[27]);

### Modificări legislative
O altă modificare importantă asupra Legii nr. 217/2003 pentru prevenirea și combaterea violenței domestice a fost făcută în 2018 ca urmare a intrării în vigoare a Legii nr. 174, care aducea următoarele modificări legislative:
1. denumirea legii se transforma din Lege pentru prevenirea și combaterea violenței în familie în Lege pentru prevenirea și combaterea violenței domestice;
2. se introducea încă 3 principii noi, după litera f), prin care se realiza protecție și promovarea drepturilor violenței domestice, și anume:
  - g) principiul protecției vieții și siguranței victimei;
  - h) principiul respectării drepturilor omului și a libertăților fundamentale;
  - i) principiul abordării integrate.
3. violența domestică primea o definiție clară: orice inacțiune sau acțiune intenționată de violență fizică, sexuală, psihologică, economică, socială sau spirituală care se produce în mediul familial sau domestic ori între soți sau foști soți, precum și între actuali sau foști parteneri, indiferent dacă agresorul locuiește sau a locuit împreună cu victima;
4. se introducea ordinul de protecție provizoriu (cel care poate fi dat de către polițist pe o perioadă maximă de 5 zile);
5. se elimina din actul normativ reglementarea precum că împăcarea înlătura răspunderea penală.

O altă modificare foarte importantă a fost făcută în anul 2020 ca urmare a intrării în vigoare a Legii nr. 183 care modifica următoarele aspecte:
- încălcarea măsurilor dispuse prin ordinul de protecție (și cel provizoriu) se pedepsește cu închisoare de la 6 luni la 5 ani;
- dacă victima nu are avocat, i se va acorda asistență juridică din oficiu.

O ultimă modificare foarte importantă, a fost făcută în anul 2023 ca urmare a intrării în vigoare a Legii nr. 240, care mărește perioada maximă pentru care se emiteau măsurile de protecție de la 6 luni la 12 luni.
În anul 2012, statisticile arătau că 75%-80% dintre femei sunt abuzate în spațiul domestic (verbal, psihologic, fizic, sexual).
Cu toate acestea, în general, Poliția intervine doar pentru a aplana conflictul și pentru a aplica amenzi contravenționale agresorului. În aceste condiții, în România, femeile preferă să continue să locuiască împreună cu soțul violent, decât să ceară ajutor instituțiilor statului. La nivelul societății românești, se observă faptul că actele de violență domestică sunt considerate “probleme ale cuplului” și privite drept comportamente tolerabile. Un exemplu concludent este dat de compararea rezultatelor a două sondaje de opinie: unul realizat în România – Barometrul de Gen (2000) – și unul în țările Uniunii Europene – Eurobarometrul 51.0 (1999). La întrebarea cu răspuns multiplu “Ce instituții/organizații ar trebui să ajute femeile care devin victime ale violenței domestice?”, românii au răspuns astfel: cuplul trebuie lăsat să-și rezolve singur problemele (35%), ar trebui să intervină rudele (28%), Poliția (28%), vecinii (13%), etc.; la aceeași întrebare, europenii au dat următoarele variante de răspuns: familia și prietenii (96%), serviciile sociale (93%), serviciile medicale (93%), Poliția (90%).

### Cadrul legislativ

#### Codul penal
Noul cod penal, care a intrat în vigoare în 2014, prevede la Art. 199 că "Dacă faptele prevăzute în art. 188, art. 189 și art. 193-195 sunt săvârșite asupra unui membru de familie, maximul special al pedepsei prevăzute de lege se majorează cu o pătrime." (aceste infracțiuni se referă la  art. 188 Omorul,  art. 189 Omorul calificat,  art. 193 Lovirea sau alte violențe,  art. 194 Vătămarea corporală și art. 195 Lovirile sau vătămările cauzatoare de moarte). Un alt articol de lege important este  art. 197 Relele tratamente aplicate minorului.

#### Legislație extrapenală
Legea 217/2003 pentru prevenirea și combaterea violenței domestice oferă o definiție și abordare extrapenală a violenței în familie; victima poate, de asemenea, să ceară un ordin de protecție provizoriu sau ordin de protecție pentru o perioadă de până la 12 luni (cu posibilitate de a solicita unul nou, în cazul în care agresiunile continuă) .
În ceea ce privește abuzul asupra copilului, este relevantă Legea 272/2004 privind protecția si promovarea drepturilor copilului, republicată.

## În Republica Moldova
In Republica Moldova Legea Nr. 45 din 01.03.2007 cu privire la prevenirea și combaterea violenței în familie definește violența în familie ca „orice acțiune sau inacțiune intenționată, cu excepția acțiunilor de autoapărare sau de apărare a unor alte persoane, manifestată fizic sau verbal, prin abuz fizic, sexual, psihologic, spiritual sau economic ori prin cauzare de prejudiciu material sau moral, comisă de un membru de familie contra unor alți membri de familie, inclusiv contra copiilor, precum și contra proprietății comune sau personale”. Legea definește mai multe tipuri de violență: violență fizică,  violență sexuală,  violență psihologică,  violență spirituală și violență economică. In Codul Penal, violența domestică este o infracțiune distinctă: Articolul 2011. Violența în familie. In sondajul DHS - 2005 (Demographic and Health Survey) 20,8% dintre femei și 21,7% dintre bărbați au afirmat că există unele situații în care este acceptabil ca bărbatul să lovească sau să bată soția (pg. 43-45).